# انزو امور و کالین کسدی
اریک ارندت (به انگلیسی: Eric Arndt) (زاده ۸ دسامبر ۱۹۸۶)
ویلیام بیل موریسی (به انگلیسی: William "Bill" Morrissey) (زاده ۱۶ اوت ۱۹۸۶)
دو کشتی‌گیر حرفه‌ای هستند که با نام اِنزو اَمور و کالین کَسَدی در یک تیم در مسابقات شرکت می‌کند.